# Juez de Indias
Por semejanza y analogía con los que se titularon jueces oficiales en la Casa de Contratación de Sevilla, se llamó juez de Indias en Cádiz al encargado de despachar desde aquella plaza las naos que debían navegar a Indias en las flotas. 
Este encargo y este permiso se cometió y concedió por primera vez en Real cédula de 15 de mayo de 1509, hasta cuya época no pudieron dichas naves ser despachadas sino desde Sevilla, ni salir cargadas sino desde el puerto de Bonanza en Sanlúcar de Barrameda. Posteriormente, en 1666, se suspendió tal permiso y el encargo de este juez; pero en Real despacho de 23 de septiembre de 1679 fue restituido a su primera forma en la que subsistió hasta que por la traslación de la Contratación a Cádiz quedó incorporado en ella. 